# Arie Kievit (fotograaf)
Arie Kievit (Oude-Tonge, 18 oktober 1965) is een Nederlands fotograaf.

## Levensloop
Kievit volgde een opleiding aan de Koninklijke Academie van Beeldende Kunsten in Den Haag. Hij werkt voor onder meer de Volkskrant en het Algemeen Dagblad en is gastdocent aan de Rotterdamse academie. Kievits werk werd meermaals bekroond in een van de categorieën van de Zilveren Camera.

## Fotoboeken
- Itteren, dorp in de Maas (1996), ISBN 9090090606
- Gezicht op straat (1996), ISBN 90-9009640-X
- Mien, 77, dakloos in Rotterdam (1999), ISBN 90-5613-047-1
- De smaak van Rotterdam (2001), ISBN 90-5637-387-0
- Adembenemend (2006), ISBN 90-9020500-4
- My NY marathon (2007), ISBN 9789090226040
- Voor altijd lange mouwen (2011), ISBN 978-94-9078380-8